# Canton de Saverdun
Le canton de Saverdun est une ancienne division administrative française située dans le département de l'Ariège.

## Géographie
Ce canton était organisé autour de Saverdun dans l'arrondissement de Pamiers. Son altitude variait de 207 m (Saint-Quirc) à 376 m (Le Vernet) pour une altitude moyenne de 255 m.

## Composition
Le canton de Saverdun regroupait 14 communes et comptait 11 412 habitants (population municipale) au 1er janvier 2010.
| Nom                  | Code Insee | Intercommunalité                | Superficie (km2) | Population (dernière pop. légale) | Densité (hab./km2) |
| -------------------- | ---------- | ------------------------------- | ---------------- | --------------------------------- | ------------------ |
| Saverdun (chef-lieu) | 09282      | CC des Portes d'Ariège Pyrénées | 61,47            | 4 658 (2014)                      | 76                 |
| La Bastide-de-Lordat | 09040      | CC des Portes d'Ariège Pyrénées | 5,97             | 281 (2014)                        | 47                 |
| Brie                 | 09067      | CC des Portes d'Ariège Pyrénées | 7,06             | 208 (2014)                        | 29                 |
| Canté                | 09076      | CC des Portes d'Ariège Pyrénées | 9,80             | 212 (2014)                        | 22                 |
| Esplas               | 09117      | CC des Portes d'Ariège Pyrénées | 7,64             | 96 (2014)                         | 13                 |
| Gaudiès              | 09132      | CC des Portes d'Ariège Pyrénées | 10,41            | 218 (2014)                        | 21                 |
| Justiniac            | 09146      | CC des Portes d'Ariège Pyrénées | 4,56             | 50 (2014)                         | 11                 |
| Labatut              | 09147      | CC des Portes d'Ariège Pyrénées | 3,58             | 169 (2014)                        | 47                 |
| Lissac               | 09170      | CC des Portes d'Ariège Pyrénées | 3,77             | 223 (2014)                        | 59                 |
| Mazères              | 09185      | CC des Portes d'Ariège Pyrénées | 44,04            | 3 810 (2014)                      | 87                 |
| Montaut              | 09199      | CC des Portes d'Ariège Pyrénées | 35,03            | 711 (2014)                        | 20                 |
| Saint-Quirc          | 09275      | CC des Portes d'Ariège Pyrénées | 3,75             | 389 (2014)                        | 104                |
| Trémoulet            | 09315      | CC des Portes d'Ariège Pyrénées | 3,89             | 120 (2014)                        | 31                 |
| Le Vernet            | 09331      | CC des Portes d'Ariège Pyrénées | 5,59             | 654 (2014)                        | 117                |

## Démographie
| 1962  | 1968  | 1975  | 1982  | 1990  | 1999  | 2006   | 2011   | 2012   |
| ----- | ----- | ----- | ----- | ----- | ----- | ------ | ------ | ------ |
| 8 498 | 8 630 | 8 389 | 8 200 | 8 391 | 8 804 | 10 200 | 11 452 | 11 539 |

## Représentation

### Conseillers généraux de 1833 à 2015
| Période | Période          | Identité                                     | Étiquette                | Qualité |
| ------- | ---------------- | -------------------------------------------- | ------------------------ | --- |
| 1833    | 1835 (décès)     | Jean-Jacques Sol                             |                          | Ancien Député (1803-1814) Maire de Lissac Négociant à Saverdun |
| 1835    | 1848             | Jean Hector Laurens (1801-1887)              |                          | Président de la Société d'agriculture Avocat, notaire - Maire de Saverdun |
| 1848    | 1852             | Jean Jacques Jules Martimor                  |                          | Propriétaire à Mazères |
| 1852    | 1863             | Jean François Hippolyte Tusseau              |                          | Avocat, ancien sous-préfet de Saint-Girons Propriétaire à Montaut |
| 1863    | 1871             | Emile Lefèvre                                |                          | Directeur de la ferme-école de Royat à Montaut |
| 1871    | 1886             | Léonce Hoquetis (1831-1889)                  | Droite                   | Propriétaire à Mazères |
| 1886    | 1892             | Emmanuel Martimor                            | Droite                   | Propriétaire - Maire de Mazères |
| 1892    | 1910             | Barthélemy Moulis                            | Républicain              | Notaire à Saverdun |
| 1910    | 1921 (décès)     | Henri de Seynes-Larlenque                    | Républicain Progressiste | Secrétaire d'ambassade honoraire Propriétaire à Saverdun |
| 1921    | 1928             | Barthélemy Moulis                            | Républicain              | Notaire à Saverdun |
| 1928    | 1929 (décès)     | Augustin Remaury (1878-1929)                 | URD                      | Docteur en droit, avocat à la Cour d'appel, Toulouse Propriétaire à Saverdun |
| 1930    | 1940             | Louis Remaury (fils du précédent, 1905-1991) | URD                      | Avocat à la Cour de Toulouse Propriétaire, adjoint au maire de Saverdun Nommé conseiller départemental en 1943 Membre de la Commission administrative de l'Ariège (1940-1943) Président du Conseil départemental (1943-1945) |
|         |                  |                                              |                          | |
| 1945    | 1951             | Louis Couret (1884-1963)                     | PRRRS                    | Maire de Mazères (1944-1959) |
| 1951    | 1964             | Eugène Brézet (1889-1982)                    | PRRRS                    | Ancien chef de la police de Toulouse |
| 1964    | 1982             | Lucien Amiel (1913-1985)                     | SFIO puis PS             | Employé principal à la SNCF Maire de Saverdun (1965-1983) |
| 1982    | 1993 (démission) | André Trigano                                | UDF-RAD                  | Directeur de société Maire de Mazères (1971-1995), député (1993-1997) |
| 1993    | 2015             | Louis Marette                                | UDF puis UMP             | Ingénieur en retraite Maire de Mazères depuis 1995 |

### Conseillers d'arrondissement (de 1833 à 1940)
Le canton de Saverdun avait deux conseillers d'arrondissement à partir de 1871.
| Période                                  | Période | Identité                          | Étiquette            | Qualité |
| ---------------------------------------- | ------- | --------------------------------- | -------------------- | --- |
| 1833                                     | 1848    | M. Hérisson                       |                      | Propriétaire à Mazères                                                                                      |
|                                          |         |                                   |                      | |
| 1852                                     | 1871    | Jean-Jacques-Jules Martimor       |                      | Maire de Mazères, conseiller général                                                                        |
|                                          | 1871    | Baron Auguste Sarrut              |                      | Propriétaire à Saverdun                                                                                     |
|                                          |         |                                   |                      | |
|                                          | 1883    | Auguste Roussille                 | Républicain          | Négociant en fer et denrées alimentaires, maire de Saverdun                                                 |
|                                          | 1883    | M. Marquié                        | Républicain          | |
| 1883                                     | 1886    | Emmanuel Martimor (1821-1905)     | Droite               | Propriétaire, maire de Mazères, juge de paix                                                                |
| 1883                                     | 1887    | François Augé                     | Droite               | Notaire à Saverdun                                                                                          |
| 1886                                     | 1895    | Louis Sylvain Remaury (1845-1899) | Droite               | Avocat |
| 1887                                     | 1895    | Henri Soula                       | Droite               | Docteur-médecin à Mazères                                                                                   |
| 1895                                     | 1907    | Auguste Roussille                 | Républicain          | Négociant en fer et denrées alimentaires, maire de Saverdun                                                 |
| 1895                                     | 1901    | Abel Hérisson                     | Républicain          | |
| 1901                                     |         | M. Langlade                       |                      | Propriétaire à Mazères                                                                                      |
| 1907                                     | 1913    | M. Marty                          |                      | |
| ?                                        | 1913    | Diogène Ladevèze                  |                      | |
| 1913                                     | 1925    | Paul Sol                          |                      | Publiciste à Saverdun                                                                                       |
| 1913                                     | 1931    | André Joffrès                     | Conc.rép.            | Agriculteur à Montaut                                                                                       |
| 1925                                     | 1931    | M. Blanc                          | Conc.rép.            | |
| 1931                                     | 1937    | Prosper de Seynes-Larlenque       | Républicain          | Propriétaire à Saverdun                                                                                     |
| 1937                                     | 1940    | Antoine de Seynes-Larlenque       | Entente républicaine | Propriétaire à Saverdun                                                                                     |
| 1937                                     | 1940    | François Prospert (1905-1958)     | Entente républicaine | Notaire, maire de Mazères                                                                                   |
| 1940                                     |         |                                   |                      | Les conseils d'arrondissement ont été suspendus par la loi du 12 octobre 1940 et n'ont jamais été réactivés |
| Les données manquantes sont à compléter. |         |                                   |                      | |